# Валлен (Гольштейн)
Валлен (нем. Wallen) — община в Германии, в земле Шлезвиг-Гольштейн.
Входит в состав района Дитмаршен. Подчиняется управлению КЛьГ Теллингштедт. Население составляет 32 человека (на 31 декабря 2010 года). Занимает площадь 1,86 км².